# Abundante Zahl
Eine natürliche Zahl heißt abundant (lat. abundans „überladen“), wenn ihre echte Teilersumme (die Summe aller Teiler ohne die Zahl selbst) größer ist als die Zahl selbst. Ist die Teilersumme dagegen gleich der Zahl, spricht man von einer vollkommenen Zahl, ist sie kleiner, so spricht man von einer defizienten Zahl.
Eine Zahl n heißt leicht abundant oder man nennt sie quasiperfekte Zahl, wenn die Summe ihrer echten Teiler gleich n+1 ergibt. Die Frage, ob es eine leicht abundante Zahl gibt, ist bislang ungeklärt. Sie müsste eine ungerade Quadratzahl sein, welche größer als {\displaystyle 10^{35}} ist und mindestens sieben verschiedene Primfaktoren hat.
Eine abundante Zahl, welche keine pseudovollkommene Zahl ist (sich also nicht als Summe einiger verschiedener echter Teiler darstellen lässt), nennt man merkwürdige Zahl.
Die Differenz der echten Teilersumme und der Zahl selber nennt man Abundanz.

## Beispiele
Die Zahl 20 ist abundant, denn 1+2+4+5+10=22 > 20. Sie hat eine Abundanz von 22-20=2.
Die ersten abundanten Zahlen bis 100 lauten:
| Zahl               | echte Teilersumme                       | Abundanz           |
| ------------------ | --------------------------------------- | ------------------ |
| {\displaystyle 12} | {\displaystyle 1+2+3+4+6=16}            | {\displaystyle 4}  |
| {\displaystyle 18} | {\displaystyle 1+2+3+6+9=21}            | {\displaystyle 3}  |
| {\displaystyle 20} | {\displaystyle 1+2+4+5+10=22}           | {\displaystyle 2}  |
| {\displaystyle 24} | {\displaystyle 1+2+3+4+6+8+12=36}       | {\displaystyle 12} |
| {\displaystyle 30} | {\displaystyle 1+2+3+5+6+10+15=42}      | {\displaystyle 12} |
| {\displaystyle 36} | {\displaystyle 1+2+3+4+6+9+12+18=55}    | {\displaystyle 19} |
| {\displaystyle 40} | {\displaystyle 1+2+4+5+8+10+20=50}      | {\displaystyle 10} |
| {\displaystyle 42} | {\displaystyle 1+2+3+6+7+14+21=54}      | {\displaystyle 12} |
| {\displaystyle 48} | {\displaystyle 1+2+3+4+6+8+12+16+24=76} | {\displaystyle 28} |
| {\displaystyle 54} | {\displaystyle 1+2+3+6+9+18+27=66}      | {\displaystyle 12} |
| {\displaystyle 56} | {\displaystyle 1+2+4+7+8+14+28=64}      | {\displaystyle 8}  |

| Zahl                | echte Teilersumme                              | Abundanz           |
| ------------------- | ---------------------------------------------- | ------------------ |
| {\displaystyle 60}  | {\displaystyle 1+2+3+4+5+6+10+12+15+20+30=108} | {\displaystyle 48} |
| {\displaystyle 66}  | {\displaystyle 1+2+3+6+11+22+33=78}            | {\displaystyle 12} |
| {\displaystyle 70}  | {\displaystyle 1+2+5+7+10+14+35=74}            | {\displaystyle 4}  |
| {\displaystyle 72}  | {\displaystyle 1+2+3+4+6+8+9+12+18+24+36=123}  | {\displaystyle 51} |
| {\displaystyle 78}  | {\displaystyle 1+2+3+6+13+26+39=90}            | {\displaystyle 12} |
| {\displaystyle 80}  | {\displaystyle 1+2+4+5+8+10+16+20+40=106}      | {\displaystyle 26} |
| {\displaystyle 84}  | {\displaystyle 1+2+3+4+6+7+12+14+21+28+42=140} | {\displaystyle 56} |
| {\displaystyle 88}  | {\displaystyle 1+2+4+8+11+22+44=92}            | {\displaystyle 4}  |
| {\displaystyle 90}  | {\displaystyle 1+2+3+5+6+9+10+15+18+30+45=144} | {\displaystyle 54} |
| {\displaystyle 96}  | {\displaystyle 1+2+3+4+6+8+12+16+24+32+48=156} | {\displaystyle 60} |
| {\displaystyle 100} | {\displaystyle 1+2+4+5+10+20+25+50=117}        | {\displaystyle 17} |

Die ersten abundanten Zahlen lauten:
12, 18, 20, 24, 30, 36, 40, 42, 48, 54, 56, 60, 66, 70, 72, 78, 80, 84, 88, 90, 96, 100, 102, 104, 108, 112, 114, 120, 126, 132, 138, … Folge A005101 in OEIS
Die ersten ungeraden abundanten Zahlen sind
945, 1575, 2205, 2835, 3465, 4095, 4725, 5355, 5775, 5985, 6435, 6615, 6825, 7245, 7425, 7875, 8085, 8415, 8505, 8925, 9135, … (Folge A005231 in OEIS)
Die kleinste abundante Zahl ist 12 (echte Teilersumme 1+2+3+4+6 = 16 > 12).
Die kleinste abundante Zahl, die nicht durch 3 teilbar ist, ist 20 (echte Teilersumme 1+2+4+5+10 = 22 > 20).
Die kleinste ungerade abundante Zahl ist 945 (echte Teilersumme 1+3+5+7+9+15+21+27+35+45+63+105+135+189+315 = 975 > 945).
Die kleinste ungerade abundante Zahl, die nicht durch 3 teilbar ist, ist {\displaystyle 5.391.411.025=5^{2}\cdot 7\cdot 11\cdot 13\cdot 17\cdot 19\cdot 23\cdot 29}, dessen echte Teilersumme {\displaystyle 5.407.897.775} ist.
Es folgt eine Liste der kleinsten abundanten Zahlen, welche nicht teilbar sind durch die ersten n Primzahlen:
12, 945, 5391411025, 20169691981106018776756331, 49061132957714428902152118459264865645885092682687973,, … (Folge A047802 in OEIS)
Die kleinste abundante Zahl, die durch k teilbar ist, ist höchstens 6k (1 + 2 + 3 + 6 + k + 2k + 3k = 6k+12 > 6k).

## Eigenschaften
- Es gibt unendlich viele gerade abundante Zahlen.
- Es gibt unendlich viele ungerade abundante Zahlen.
- Jedes Vielfache (>1) einer perfekten Zahl ist abundant. (Zum Beispiel ist jedes Vielfache von 6 abundant, weil die Teiler dieser Vielfachen auch die Teiler {\displaystyle 1,{\frac {n}{2}},{\frac {n}{3}}} und {\displaystyle {\frac {n}{6}}} beinhalten, welche für sich als Summe schon {\displaystyle 1+{\frac {n}{2}}+{\frac {n}{3}}+{\frac {n}{6}}={\frac {6n+6}{6}}=n+1>n} ergeben.) Die Umkehrung dieser Aussage gilt jedoch nicht, da z. B. die Zahl {\displaystyle 20} abundant ist, jedoch keiner ihrer Teiler {\displaystyle \{1;2;4;5;10\}} eine perfekte Zahl ist.
- Jedes Vielfache einer abundanten Zahl ist abundant. (Zum Beispiel ist jedes Vielfache von 20 abundant (inklusive der 20 selbst), weil die Teiler dieser Vielfachen auch die Teiler {\displaystyle {\frac {n}{2}},{\frac {n}{4}},{\frac {n}{5}},{\frac {n}{10}}} und {\displaystyle {\frac {n}{20}}} beinhalten, welche für sich als Summe schon {\displaystyle {\frac {n}{2}}+{\frac {n}{4}}+{\frac {n}{5}}+{\frac {n}{10}}+{\frac {n}{20}}={\frac {22n}{20}}=n(1+{\frac {1}{10}})>n} ergeben.)
- Jede ganze Zahl >20161 kann als Summe zweier abundanter Zahlen geschrieben werden. Die einzigen 1456 kleineren Zahlen, die nicht als Summe zweier abundanter Zahlen geschrieben werden können, sind die folgenden:

1, 2, 3, 4, 5, 6, 7, 8, 9, 10, 11, 12, 13, 14, 15, 16, 17, 18, 19, 20, 21, 22, 23, 25, 26, 27, 28, 29, 31, 33, 34, 35, 37, 39, 41, 43, …, 20161 (Folge A048242 in OEIS)